# Sauqueuse-Saint-Lucien
Sauqueuse-Saint-Lucien est une ancienne commune française du département de l'Oise en région Hauts-de-France.

## Toponymie
Le nom de la localité est attesté sous les formes Salcoses (1145) ; Salcosae (1154) ; Salcosas cum capella (1157) ; de Salcosis (1157) ; Salcoisoe (1157) ; Salcousoe (1157) ; Sauqueuses (1203) ; Saukeuses (1224) ; de Saucquesura (1238) ; Saukeuze (1240) ; Chauqueuses (1240) ; Saugueuses les beauvais (1454) ; Sauqueuse (1521) ; Saulqueuse (1577) ; Choqueuse (1590) ; Saugueuses (1613) ; Socqueuses (1667) ; Choqueuil (1680) ; Sauqueuse-Saint-Lucien (1840).

Concernant le terme « sauqueuse », il se peut qu'il s'agisse d'une forme picarde féminine de sauqueux pour sausseux. Sausseux, du latin salicem et de l'adjectif suffixé  -osa ( terra ) : « ( terre ) pourvue de saules.
Saint-Lucien est un hagiotoponyme qui fait référence à l'Abbaye Saint-Lucien de Beauvais.

## Histoire
Le 1er janvier 1973, la commune de Sauqueuse-Saint-Lucien est rattachée sous le régime de la fusion-association à celle de Verderel qui devient Verderel-lès-Sauqueuse. Le 1er avril 2015, le rattachement de Sauqueuse-Saint-Lucien à Verderel-lès-Sauqueuse est transformé en fusion simple.

## Politique et administration
| Période                                  | Période | Identité     | Étiquette | Qualité |
| ---------------------------------------- | ------- | ------------ | --------- | ------- |
|                                          |         | Alain Ducrot |           |         |
| Les données manquantes sont à compléter. |         |              |           |         |

## Démographie
| 1866 | 1872 | 1876 | 1881 | 1886 | 1891 | 1896 | 1901 | 1906 |
| ---- | ---- | ---- | ---- | ---- | ---- | ---- | ---- | ---- |
| 145  | 144  | 124  | 114  | 132  | 133  | 133  | 128  | 120  |

| 1911 | 1921 | 1926 | 1931 | 1936 | 1946 | 1954 | 1962 | 1968 |
| ---- | ---- | ---- | ---- | ---- | ---- | ---- | ---- | ---- |
| 125  | 103  | 94   | 87   | 99   | 83   | 82   | 74   | 78   |

## Lieux et monuments
- Église Saint-Nicolas